# Willi Braun
Wilhelm „Willi“ Braun (* 2. August 1944) ist ein ehemaliger deutscher Badmintonspieler. Er begann seine Karriere beim TSV Ehmen. Für diesen Verein gewann er 1961 zweimal Silber bei den deutschen Juniorenmeisterschaften, ein Jahr später dann seinen ersten nationalen Juniorentitel. 1964 wurde er Niedersachsenmeister im Herrendoppel, 1965 im Herreneinzel. 14 Niedersachsentitel erkämpfte er insgesamt. 1966 und 1967 gewann er vier Hochschulmeistertitel, nunmehr schon für den VfL Wolfsburg startend. Ein Jahr später erkämpfte er sich seinen ersten deutschen Meistertitel im Doppel mit Franz Beinvogl aus München. Seine größten Erfolge feierte er jedoch mit seinem folgenden Doppelpartner Roland Maywald. Gemeinsam gewannen sie 1972 und 1974 Europameisterschaftsgold im Herrendoppel, 1976 reichte es für beide noch einmal zu Bronze bei der EM. Von 1974 bis 1977 waren beide bei Deutschen Meisterschaften im Doppel unschlagbar: Sie gewannen in diesem Zeitraum vier Titel in Folge. Mit dem letzten Meistertitel 1977 beendete Willi Braun auch seine leistungssportliche Karriere.

## Sportliche Erfolge
| Veranstaltung                    | Saison    | Disziplin    | Platz | Name                                                                |
| -------------------------------- | --------- | ------------ | ----- | ------------------------------------------------------------------- |
| Deutsche Einzelmeisterschaft U18 | 1960/1961 | Herrendoppel | 2     | Willi Braun / Dieterich Franke (VfL Wolfsburg / TSV Ehmen)          |
| Deutsche Einzelmeisterschaft U18 | 1960/1961 | Herreneinzel | 2     | Willi Braun (VfL Wolfsburg)                                         |
| Deutsche Einzelmeisterschaft U18 | 1961/1962 | Herrendoppel | 1     | Willi Braun / Dieter Franke (TSV Ehmen)                             |
| Deutsche Einzelmeisterschaft     | 1964/1965 | Herrendoppel | 2     | Willi Braun / Dietmar Thiel (TSV Ehmen / BC Wunstorf)               |
| Deutsche Hochschulmeisterschaft  | 1965/1966 | Herreneinzel | 1     | Willi Braun (PH Braunschweig)                                       |
| Deutsche Hochschulmeisterschaft  | 1965/1966 | Herrendoppel | 1     | Willi Braun / Detlef Würfel (PH Braunschweig)                       |
| Deutsche Einzelmeisterschaft     | 1965/1966 | Herrendoppel | 2     | Willi Braun / Peter Kretschmer (VfL Wolfsburg)                      |
| Deutsche Einzelmeisterschaft     | 1965/1966 | Herreneinzel | 3     | Willi Braun (VfL Wolfsburg)                                         |
| Deutsche Einzelmeisterschaft     | 1966/1967 | Herreneinzel | 2     | Willi Braun (VfL Wolfsburg)                                         |
| Deutsche Einzelmeisterschaft     | 1966/1967 | Herrendoppel | 2     | Willi Braun / Detlev Würfel (VfL Wolfsburg)                         |
| Deutsche Hochschulmeisterschaft  | 1966/1967 | Herrendoppel | 1     | Willi Braun / Detlef Würfel (PH Braunschweig)                       |
| Deutsche Hochschulmeisterschaft  | 1966/1967 | Herreneinzel | 1     | Willi Braun (PH Braunschweig)                                       |
| French Open                      | 1967      | Herrendoppel | 1     | Willi Braun / Detlef Würfel                                         |
| Deutsche Einzelmeisterschaft     | 1967/1968 | Herrendoppel | 1     | Franz Beinvogl / Willi Braun (MTV München von 1879 / VfL Wolfsburg) |
| Deutsche Einzelmeisterschaft     | 1967/1968 | Herreneinzel | 3     | Willi Braun (VfL Wolfsburg)                                         |
| Europameisterschaft              | 1968      | Herrendoppel | 3     | Franz Beinvogl / Willi Braun                                        |
| Deutsche Einzelmeisterschaft     | 1970/1971 | Herrendoppel | 2     | Willi Braun / Roland Maywald (VfL Wolfsburg / 1. BC Beuel)          |
| All England                      | 1971      | Herrendoppel | 3     | Willi Braun / Roland Maywald                                        |
| Deutsche Einzelmeisterschaft     | 1971/1972 | Herrendoppel | 2     | Willi Braun / Roland Maywald (VfL Wolfsburg / 1. BC Beuel)          |
| Europameisterschaft              | 1972      | Herrendoppel | 1     | Willi Braun / Roland Maywald                                        |
| Europameisterschaft              | 1974      | Herrendoppel | 1     | Willi Braun / Roland Maywald                                        |
| German Open                      | 1974/1975 | Herrendoppel | 3     | Willi Braun / Roland Maywald                                        |
| Deutsche Einzelmeisterschaft     | 1974/1975 | Herrendoppel | 1     | Willi Braun / Roland Maywald (VfL Wolfsburg / 1. BC Beuel)          |
| All England                      | 1975      | Herrendoppel | 3     | Willi Braun / Roland Maywald                                        |
| Deutsche Einzelmeisterschaft     | 1975/1976 | Herrendoppel | 1     | Willi Braun / Roland Maywald (VfL Wolfsburg / 1. BC Beuel)          |
| All England                      | 1976      | Herrendoppel | 3     | Willi Braun / Roland Maywald                                        |
| Europameisterschaft              | 1976      | Herrendoppel | 3     | Willi Braun / Roland Maywald                                        |
| Deutsche Einzelmeisterschaft     | 1973/1974 | Herrendoppel | 1     | Willi Braun / Roland Maywald (VfL Wolfsburg / 1. BC Beuel)          |
| Deutsche Einzelmeisterschaft     | 1976/1977 | Herrendoppel | 1     | Willi Braun / Roland Maywald (VfL Wolfsburg / 1. BC Beuel)          |

## Auszeichnungen
- Silbernes Lorbeerblatt